# ボイド (セントクリストファー・ネイビス)
ボイド（Boyds, Boyd's）はセントクリストファー・ネイビス、トリニティ・パルメットポイント教区の村。セントクリストファー島の南部に位置し、カリブ海に面している。
首都バセテールからは5キロメートルの距離にある。近隣の都市はトリニティ、パルメットポイントがある。